# Suontienselkä och Paasvesi
Suontienselkä och Paasvesi räknas som en sjö i kommunerna Suonenjoki, Leppävirta och Pieksämäki i landskapen Norra Savolax och Södra Savolax i Finland. Sjön ligger 99,4 meter över havet. Den är 74,41 meter djup. Arean är 57,8 kvadratkilometer och strandlinjen är 229,54 kilometer lång. Sjön  ingår i Kymmene älvs huvudavrinningsområde.   Den ligger omkring 37 kilometer söder om Kuopio, omkring 84 kilometer norr om S:t Michel och omkring 280 kilometer norr om Helsingfors. 